# Marek Fašiang
Marek Fašiang (ur. 27 lipca 1985 w Bratysławie) – słowacki aktor i przedsiębiorca.
Ukończył studia na Wydziale Prawa Uniwersytetu Komeńskiego w Bratysławie. W trakcie studiów rozpoczął działalność gospodarczą. Jest właścicielem kilku słowackich kawiarni i jednej w Wiedniu.
Użyczył głos różnym postaciom z filmów i seriali. Był także słowackim głosem Harry’ego Pottera, począwszy od trzeciej części serii filmów o tym samym tytule. Wcześniej dubbingował tylko pomniejsze postacie.
W 2019 roku był nominowany do nagrody OTO.